# Arc de Santa María
L'Arc de Santa Maria à Burgos, en Espagne, est l'une des 12 portes médiévales que la ville avait au Moyen Âge. Elle a été reconstruite par Charles Quint au cours du XVIe siècle, après que les dirigeants locaux de la ville l'eurent soutenu lors de la révolte des comuneros. 

## Description
Sur la façade de l'arc apparaissent des personnalités importantes de la ville de Burgos et de Castille, tels que Diego Rodríguez Porcelos, le fondateur de la ville; Jueces de Castille; Laín Calvo et Nuño Rasura; Rogrigo Diaz de Vivar, dit le Cid; Fernán González, et Charles V lui-même.

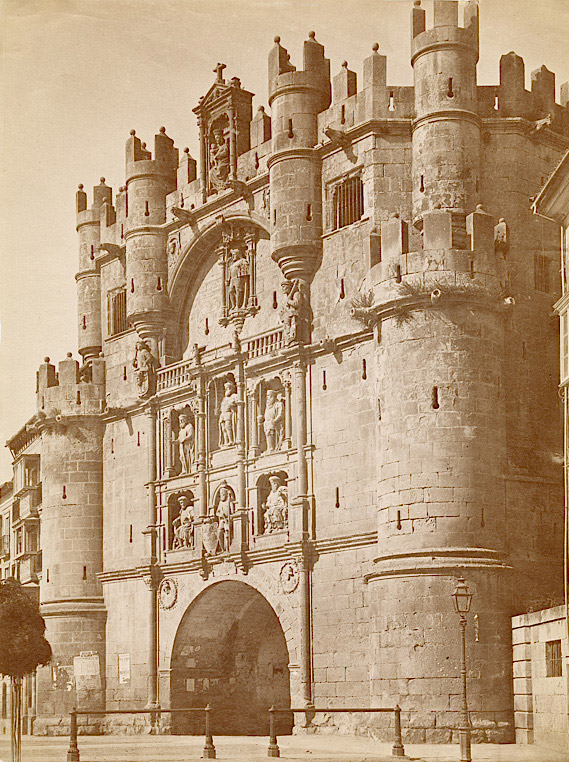
Photographie de Jean Laurent (vers 1863), Département des collections d'images, Bibliothèque de la National Gallery of Art, Washington.